# Platyceps
Platyceps – rodzaj węży z podrodziny Colubrinae w rodzinie połozowatych (Colubridae).

## Zasięg występowania
Rodzaj obejmuje gatunki występujące w Bułgarii, Chorwacji, Bośni i Hercegowinie, Czarnogórze, Macedonii Północnej, Albanii, Grecji, na Cyprze, w Turcji, Egipcie, Libii, Algierii, Sudanie, Sudanie Południowym, Czadzie, Etiopii, Erytrei, Kenii, Ugandzie, Kamerunie, Somalii, Etiopii, Dżibuti, Syrii, Izraelu, Jordanii, Libanie, Arabii Saudyjskiej, Jemenie, Omanie, Zjednoczonych Emiratach Arabskich, Rosji, Gruzji, Armenii, Azerbejdżanie, Pakistanie, Kuwejcie, Bahrajnie, Iraku, Iranie, Afganistanie, Kazachstanie, Turkmenistanie, Uzbekistanie, Tadżykistanie, Kirgistanie i Indiach.

## Systematyka

### Etymologia
- Platyceps: gr. πλατυς platus „szeroki”[7]; łac. -ceps „-głowy”, od caput, capitis „głowa”[8].
- Tyria: etymologia nieznana, Fitzinger nie wyjaśnił znaczenia nazwy rodzajowej[9]. Gatunek typowy: Tyria dahlii Fitzinger, 1826[a].
- Argyrogena: gr. αργυρος arguros „srebro”, od αργος argos „lśniący”[10]; γενος genos „rasa, rodzaj, gatunek”[11]. Gatunek typowy: Argyrogena rostrata Werner, 1924 (= Natrix Plinii Merrem, 1820).

### Podział systematyczny
Do rodzaju należą następujące gatunki: 

- Platyceps afarensis Schätti & Ineich, 2004
- Platyceps atayevi (Tuniyev & Shammakov, 1993)
- Platyceps bholanathi (Sharma, 1976)
- Platyceps brevis (Boulenger, 1895)
- Platyceps collaris (F. Müller, 1878)
- Platyceps elegantissimus (Günther, 1878)
- Platyceps florulentus (I. Geoffroy Saint-Hilaire, 1827)
- Platyceps gallagheri Schätti, Tillack, Stutz & Kucharzewski, 2024
- Platyceps gracilis (Günther, 1862)
- Platyceps hajarensis Schätti, Tillack, Stutz & Kucharzewski, 2024
- Platyceps insulanus (Mertens, 1965)
- Platyceps josephi Deepak, Narayanan, Mohapatra, Dutta, Melvinselvan, Khan, Mahlow & Tillack, 2021
- Platyceps karelini (Brandt, 1838)
- Platyceps largeni (Schätti, 2001)
- Platyceps masirae Schätti, Tillack, Stutz & Kucharzewski, 2024
- Platyceps messanai (Schätti & Lanza(inne języki), 1989)
- Platyceps najadum (Eichwald, 1831) – połoz wysmukły
- Platyceps noeli Schätti, Tillack & Kucharzewski, 2014
- Platyceps plinii (Merrem, 1820)
- Platyceps rhodorachis (Jan, 1865)
- Platyceps rogersi (Anderson, 1893)
- Platyceps saharicus Schätti & McCarthy, 2004
- Platyceps schmidtleri (Schätti & McCarthy, 2001)
- Platyceps scortecci (Lanza, 1963)
- Platyceps sinai (Schmidt & Marx(inne języki), 1956)
- Platyceps sindhensis Schätti, Tillack & Kucharzewski, 2014
- Platyceps smithii (Boulenger, 1895)
- Platyceps somalicus (Boulenger, 1896)
- Platyceps taylori (Parker, 1949)
- Platyceps thomasi (Parker, 1931)
- Platyceps variabilis (Boulenger, 1905)
- Platyceps ventromaculatus (Gray, 1834)
- Platyceps vittacaudatus (Blyth, 1854)